# مجموعة العلمي
مجموعة العلمي هي شركة لأسرة مغربية كبيرة، فالمجموعة أسسها عبد العزيز الطالبي العلمي. واليوم يرأس المجموعة عبد الواحد العلمي (محام) ومحمد العلمي. واليوم، تركز المجموعة بشكل رئيسي على صناعة البناء والتشييد.
المجموعة تترك تدريجيا أنشطتها الصناعية (بيع يعقوب ديلافون) لإطلاق العقارات والفنادق وعدة مشاريع.